# Izraelská akademie věd a klasického vzdělávání

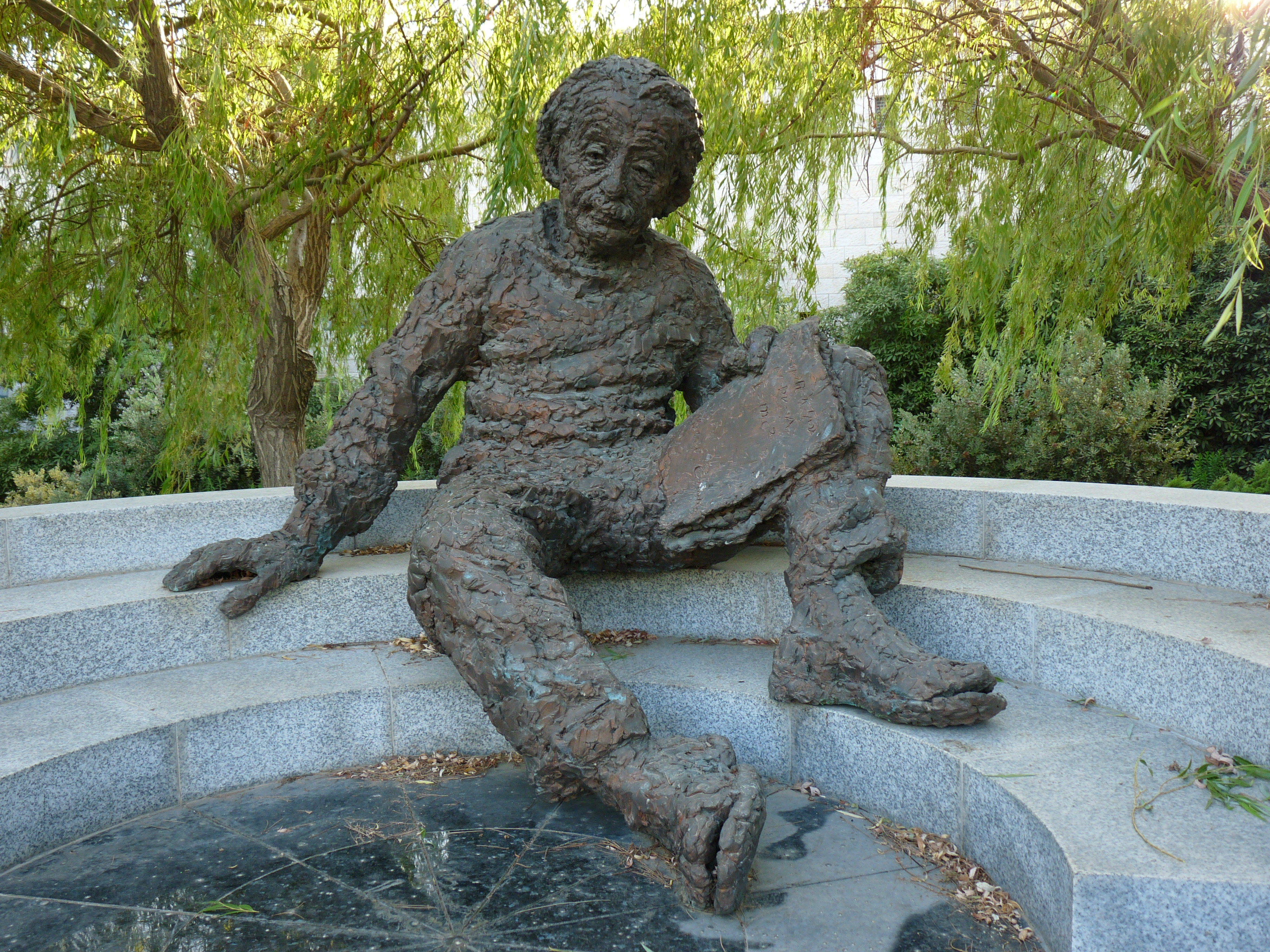
Socha Alberta Einsteina v prostorách akademie

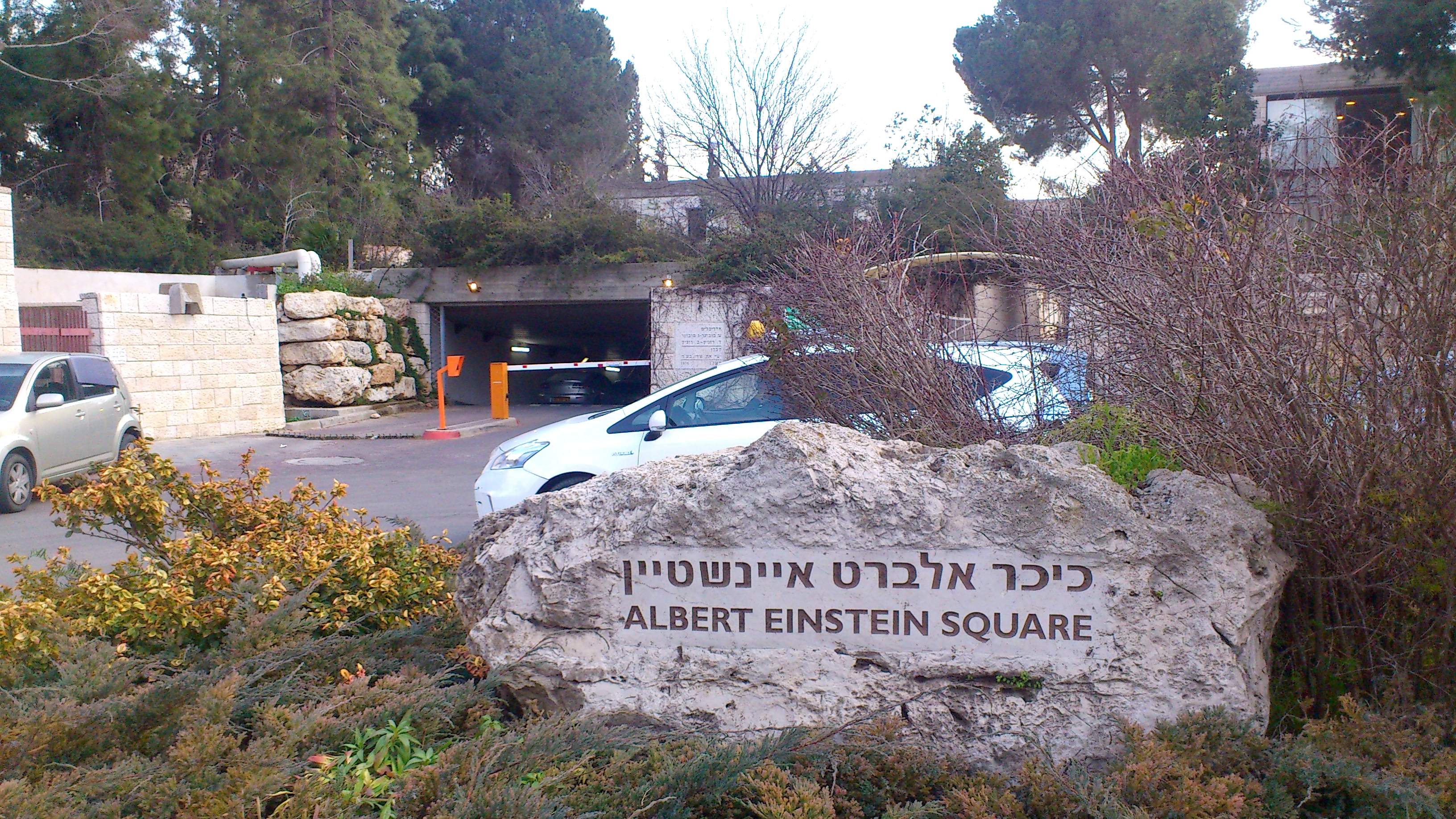
hlavní vchod

Izraelská akademie věd a klasického vzdělávání (hebrejsky: האקדמיה הלאומית הישראלית למדעים, anglicky: Israel Academy of Sciences and Humanities) je akademie věd v Izraeli se sídlem v Jeruzalémě, zřízená v roce 1961. Mezi její cíle patří například posílení kontaktů mezi vědci přírodních a humanitních věd, kultivování a podpora akademického a vědeckého úsilí, poskytování rad vládě ve věci výzkumných projektů národního významu a zajišťování reprezentace Izraele v mezinárodních institucích a konferencích. Tvoří ji zhruba 100 předních izraelských akademiků a sídlí vedle rezidence izraelského prezidenta na náměstí Alberta Einsteina. Od roku 2010 je prezidentkou akademie profesorka Rut Arnonová.
Akademie zahájila a financuje řadu výzkumných projektů. V oblasti přírodních věd jde například o regionální výzkum v rámci geologie a fauny a flóry země izraelské. Zprostředkovává též účast izraelských vědců v mezinárodních výzkumných projektech (např. při Evropské organizaci pro jaderný výzkum nebo při Evropském centru pro synchotronové záření). V oblasti humanitních věd financuje studium Tanachu a Talmudu, židovských dějin, filosofie, umění, ale i hebrejského jazyka, prózy a poezie.

## Prezidenti
Během existence Izraelské akademie věd a klasického vzdělávání se v jejím čele na postu prezidenta akademie vystřídala řada vědců. Byli jimi:
| jméno                 | funkční období    |
| --------------------- | ----------------- |
| prof. Martin Buber    | 1960 – 1962       |
| prof. Aharon Kacir    | 1962 – 1968       |
| prof. Geršom Scholem  | 1968 – 1974       |
| prof. Arje Dvorecki   | 1974 – 1980       |
| prof. Efrajim Urbach  | 1980 – 1986       |
| prof. Jošua Jortner   | 1986 – 1995       |
| prof. Ja'akov Ziv     | 1996 – 2004       |
| prof. Menachem Ja'ari | 2004 – 2010       |
| prof. Rut Arnonová    | 2010 – současnost |